# Les Survivants (Star Trek)
Pour l’article homonyme, voir Les Survivants.
Les Survivants (That Which Survives) est le dix-septième épisode de la troisième saison de la série télévisée Star Trek. Il fut diffusé pour la première fois le 24 janvier 1969 sur la chaîne américaine NBC.
Une équipe d'exploration de l'Enterprise est isolée sur une planète fantôme et poursuivie par une mystérieuse femme qui les tue un par un.

## Distribution

### Acteurs principaux
- William Shatner — James T. Kirk (VF : Yvon Thiboutot)
- Leonard Nimoy — Spock (VF : Régis Dubost)
- DeForest Kelley — Leonard McCoy
- James Doohan — Montgomery Scott
- George Takei — Hikaru Sulu
- Nichelle Nichols — Nyota Uhura

### Acteurs secondaires
- Lee Meriwether - Losira
- Arthur Batanides - Lieutenant D'Amato
- Booker Bradshaw - Docteur M'Benga
- William Blackburn - Lieutenant Hadley
- Naomi Pollack - Lieutenant Rahda
- Kenneth Washington - Ingénieur John B. Watkins
- Brad Forrest - Enseigne Wyatt

## Résumé
L'Enterprise découvre une planète inconnue qui semble s'être formée peu de temps auparavant. Alors que le capitaine Kirk, le docteur McCoy, le lieutenant Sulu et le lieutenant d'Amato s'apprêtent à se téléporter à sa surface, une femme fait son apparition dans la salle de téléportation. Elle tente de les prévenir que la planète est interdite et tue l'enseigne Wyatt, s'occupant de la console de téléportation. À leur arrivée, l'équipe d'exploration subit un tremblement de terre, et l'Enterprise est renvoyée à mille années-lumière de la planète inconnue.
Alors que le Docteur M'Benga, resté à bord, découvre que Wyatt est mort à la suite d'une séparation de ses cellules, la mystérieuse femme apparaît face au géologue de l'équipe d'exploration, d'Amato, et explique qu'elle est venue pour lui. Elle le touche, ce qui le tue. Pendant ce temps-là, à bord de l'Enterprise Spock tente de revenir vers la planète inconnue mais l'ingénieur Scott a le sentiment que quelque chose d'étrange se passe à bord du vaisseau et demande des vérifications. La femme mystérieuse apparaît, tue un des ingénieurs et détruit un des systèmes de l'Enterprise. Le vaisseau se met à accélérer de façon incontrôlable.
Alors qu'il passe la nuit sur la planète, Sulu, de garde, voit apparaître la femme mystérieuse. Il lui tire dessus mais celle-ci semble résistante aux tirs de phaseurs. Elle tente de le poursuivre et lui touche l'épaule du bout des doigts, ce qui le fait s'écrouler en hurlant. Cela alerte Kirk et McCoy qui protègent Sulu. La femme touche Kirk, sans effet. Ils se rendent compte que celle-ci ne peut tuer que les hommes qu'elle est destinée à toucher.
Pendant ce temps-là, sur l'Enterprise, Spock et Scotty réussissent à couper manuellement le flot d'antimatière en inversant la polarité de la machine. Sur la planète, la femme tente de venir tuer Kirk, mais Sulu et McCoy la bloquent. Celle-ci explique qu'elle s'appelle Losira, qu'elle est seule et que son but est de protéger la planète des envahisseurs. Elle disparaît. L'équipe réussit à découvrir l'entrée d'une salle souterraine où se trouve un ordinateur central. 3 exemplaires de Losira apparaissent, ayant pour but de tuer chacun d'entre eux. Avant qu'elles ne réussissent, Spock et un membre d'équipage se téléportent sur la planète et le membre détruit l'ordinateur d'un tir de phaseur. L'ordinateur détruit, ils découvrent le message préenregistré de la véritable Losira, un colon de la planète Kalanda. Celle-ci voulait à tout prix éviter que des gens atterrissent sur cette planète car un virus mortel pour son peuple s'y trouvait.

### Continuité
- C'est la seconde apparition du Docteur M'Benga, déjà apparu dans l'épisode Guerre et Magie
- Le personnage de Pavel Chekov n'apparaît pas dans cet épisode, même s'il est mentionné par Kirk.
- Sulu mentionne le Horta, apparu dans l'épisode Les Mines de Horta.

## Production

### Écriture
L'idée de l'épisode faisait partie des premières idées proposées par le créateur de la série Gene Roddenberry dans le dossier de création de la série "Star Trek is..." publié le 11 mars 1964. L'idée est reprise par la scénariste D.C. Fontana et développée le 8 mars 1968 sous le titre de "Survival" ("Survivance.") Publié le 8 août 1968 sous le pseudonyme de Michael Richards, cette version montre une Losira bien plus brutale qui encourage les membres de l'équipage à se battre les uns contre les autres. Le scénario est réécrit par John Meredyth Lucas le 8 septembre 1968 sous son titre de "That Which Survives" et finalisé le 13 septembre 1968 avant d'être partiellement réécrit par Arthur Singer et Fred Freiberger au cours du mois de septembre 1968.

### Tournage
Le tournage eut lieu du 26 septembre au 3 octobre 1968 au studio de la compagnie Desilu sur Gower Street à Hollywood, sous la direction de Herb Wallerstein.
Une partie du décors avait été conçu par le créateur des effets spéciaux Matt Jefferies afin de pouvoir simuler un tremblement de terre.

## Diffusion et réception critique

### Diffusion américaine
L'épisode fut retransmis à la télévision pour la première fois le 24 janvier 1969 sur la chaîne américaine NBC en tant que dix-septième épisode de la troisième saison.

### Diffusion hors États-Unis
L'épisode fut diffusé au Royaume-Uni le 3 novembre 1971 sur BBC One.
En version francophone, l'épisode est diffusé au Québec en 1971 par Télé-Métropole et son réseau d'affiliés. En France, l'épisode est diffusé le 10 août 1986 lors de la rediffusion de l'intégrale de Star Trek sur La Cinq.

### Réception critique
Dans un classement pour le site Hollywood.com, Christian Blauvelt place cet épisode à la 55e position sur les 79 épisodes de la série originelle. Pour le site The A.V. Club Zack Handlen donne à l'épisode la note de B .

## Adaptation littéraire
L'épisode fut romancé sous forme d'une nouvelle de 29 pages écrite par l'auteur James Blish dans le livre Star Trek 9, un recueil compilant différentes histoires de la série et sorti en août 1973 aux éditions Bantam Books.

## Éditions commerciales
Aux États-Unis, l'épisode est disponible sous différents formats. En 1988 et 1990, l'épisode est sorti en VHS et Betamax. L'épisode sortit en version remastérisée sous format DVD en 2001 et 2004.
L'épisode connu une nouvelle version remasterisée sortie le 15 mars 2008 : l'épisode fit l'objet de nouveaux effets spéciaux, notamment les plans de l'Enterprise et de la planète inconnue qui seront refait à partir d'images de synthèse. Cette version est comprise dans l'édition Blu-ray, diffusée en décembre 2009.
En France, l'épisode fut disponible avec l'édition VHS de l'intégrale de la saison 3 en 2000. L'édition DVD est sortie en 2004 et l'édition Blu-ray le 22 décembre 2009.